# Mistrzostwa Świata w Lekkoatletyce 2001 – bieg na 100 m mężczyzn
Bieg na 100 metrów mężczyzn podczas 8. Mistrzostw Świata 2001 w Lekkoatletyce został rozegrany w czterostopniowych eliminacjach (eliminacje, ćwierćfinały, półfinały, finał) w dniach 4-5 sierpnia 2001

## Medaliści
| Złoto  | Maurice Greene · Stany Zjednoczone   |
| Srebro | Bernard Williams · Stany Zjednoczone |
| Brąz   | Ato Boldon · Trynidad i Tobago       |

## Eliminacje
- Rozegrano 4 sierpnia 2001

Awans do ćwierćfinałów uzyskało po trzech najszybszych zawodników z każdego biegu oraz siedmiu przegranych z najlepszym czasem

### Bieg 1
godz. 10:30; wiatr -0,3 m/s
| msc | Zawodnik         | czas  |
| --- | ---------------- | ----- |
| 1.  | Kim Collins      | 10.30 |
| 2.  | Fabrice Calligny | 10.32 |
| 3.  | Kenneth Andam    | 10.40 |
| 4.  | Morne Nagel      | 10.49 |
| 5.  | Wai Hung Chiang  | 10.85 |
| 6.  | Diego Ferreira   | 10.97 |
| 7.  | Philam Garcia    | 11.12 |
| 8.  | Trevor Misapeka  | 14.28 |

### Bieg 2
godz. 10:36; wiatr -0,9 m/s
| msc | Zawodnik          | czas  |
| --- | ----------------- | ----- |
| 1.  | Abdul Aziz Zakari | 10.26 |
| 2.  | Troy Douglas      | 10.35 |
| 3.  | Llewelyn Bredwood | 10.43 |
| 4.  | Anthony Ferro     | 10.53 |
| 5.  | Idrissa Sanou     | 10.60 |
| 6.  | Matarr Njie       | 10.95 |
| 7.  | Dylan Menzies     | 11.57 |
| —   | Mahbub Alam       | DNS   |

### Bieg 3
godz. 10:42; wiatr -0,3 m/s
| msc | Zawodnik                 | czas  |
| --- | ------------------------ | ----- |
| 1.  | Matthew Shirvington      | 10.29 |
| 2.  | Jamal Abdullah Al-Saffar | 10.31 |
| 3.  | Chinedu Oriala           | 10.32 |
| 4.  | Lindel Frater            | 10.57 |
| 5.  | Sherwin James            | 10.76 |
| 6.  | Gian Nicola Berardi      | 10.76 |
| 7.  | Asif Hameed              | 10.84 |
| —   | Roman Cress              | DNS   |

### Bieg 4
godz. 10:48; wiatr +0,3 m/s
| msc | Zawodnik          | czas  |
| --- | ----------------- | ----- |
| 1.  | Bernard Williams  | 10.20 |
| 2.  | Christian Malcolm | 10.24 |
| 3.  | Tommi Hartonen    | 10.32 |
| 4.  | David Patros      | 10.38 |
| 5.  | Ricardo Alves     | 10.55 |
| 6.  | Vahagn Javakhyan  | 10.92 |
| 7.  | Rommel Espera     | 12.21 |

### Bieg 5
godz. 10:54; wiatr 0,0 m/s
| msc | Zawodnik              | czas  |
| --- | --------------------- | ----- |
| 1.  | Maurice Greene        | 10.33 |
| 2.  | Serge Bengono         | 10.36 |
| 3.  | Antoine Boussombo     | 10.38 |
| 4.  | Reanchai Seehawong    | 10.53 |
| 5.  | Francesco Scuderi     | 10.53 |
| 6.  | Gibrilla Pato Bangura | 10.86 |
| 7.  | Zakaria Messaiké      | 10.96 |

### Bieg 6
godz. 11:00; wiatr -0,4 m/s
| msc | Zawodnik                | czas  |
| --- | ----------------------- | ----- |
| 1.  | Nobuharu Asahara        | 10.25 |
| 2.  | John Ertzgard           | 10.42 |
| 3.  | Mathew Quinn            | 10.43 |
| 4.  | Eric Pacome N’Dri       | 10.47 |
| 5.  | Jaycey Harper           | 10.48 |
| 6.  | Deodato Freitas         | 11.09 |
| 7.  | Bourgnasit Chanthachack | 11.59 |
|     | Arman HJ Sanip          | DNS   |

### Bieg 7
godz. 11:06; wiatr 0,0 m/s
| msc | Zawodnik         | czas  |
| --- | ---------------- | ----- |
| 1.  | Bruny Surin      | 10.28 |
| 2.  | Obadele Thompson | 10.30 |
| 3.  | Ibrahim Meité    | 10.45 |
| 4.  | Sayon Cooper     | 10.62 |
| 5.  | Rashid Chouhal   | 10.71 |
| 6.  | Ruslan Rusidze   | 10.83 |
| 7.  | Sani Biao        | 11.00 |
| —   | Freddy Mayola    | DQ    |

### Bieg 8
godz. 11:12; wiatr +0,7 m/s
| msc | Zawodnik               | czas  |
| --- | ---------------------- | ----- |
| 1.  | Mark Lewis-Francis     | 10.21 |
| 2.  | Gennadiy Chernovol     | 10.34 |
| 3.  | Salem Mubarak Al-Yami  | 10.34 |
| 4.  | Akihiro Yasui          | 10.51 |
| 5.  | Denis Daniel Gutiérrez | 10.99 |
| —   | Dam Phirum             | DNS   |
| —   | Curtis Johnson         | DNS   |
| —   | Justino Sampaio        | DNS   |

### Bieg 9
godz. 11:18; wiatr 0,0 m/s
| msc | Zawodnik        | czas  |
| --- | --------------- | ----- |
| 1.  | Uchenna Emedolu | 10.18 |
| 2.  | Dwain Chambers  | 10.27 |
| 3.  | Aham Okeke      | 10.35 |
| 4.  | Tim Goebel      | 10.42 |
| 5.  | Tsai Meng-lin   | 10.57 |
| 6.  | Mohd Roache     | 10.78 |
| 7.  | John Howard     | 11.05 |
| 8.  | Sesi Salt       | 11.85 |

### Bieg 10
godz. 11:24; wiatr 0,0 m/s
| msc | Zawodnik              | czas  |
| --- | --------------------- | ----- |
| 1.  | Cláudio Roberto Souza | 10.41 |
| 2.  | Nicolas Macrozonaris  | 10.43 |
| 3.  | Piotr Balcerzak       | 10.45 |
| 4.  | Hiroyasu Tsuchie      | 10.54 |
| 5.  | Philemon Roy          | 11.41 |
| 6.  | David Lightbourne     | 11.53 |
| —   | Tim Montgomery        | DSQ   |

### Bieg 11
godz. 11:30; wiatr 0,0 m/s
| msc | Zawodnik                | czas  |
| --- | ----------------------- | ----- |
| 1.  | Ato Boldon              | 10.13 |
| 2.  | Donovan Bailey          | 10.20 |
| 3.  | Aleksandr Porkhomovskiy | 10.42 |
| 4.  | Oumar Loum              | 10.50 |
| 5.  | Andrew Konai            | 11.10 |
| 6.  | Harmon Harmon           | 11.37 |
| —   | Hely Ollarves           | DNS   |

## Ćwierćfinały
- Rozegrano 4 sierpnia 2001

Awans do półfinałów uzyskało po trzech najlepszych zawodników z każdego biegu oraz jeden przegrany z najlepszym czasem

### Bieg 1
godz. 16:05
| Msc | Zawodnik                | czas  |
| --- | ----------------------- | ----- |
| 1.  | Kim Collins             | 10.00 |
| 2.  | Uchenna Emedolu         | 10.06 |
| 3.  | Troy Douglas            | 10.09 |
| 4.  | Morne Nagel             | 10.20 |
| 5.  | John Ertzgard           | 10.25 |
| 6.  | Nicolas Macrozonaris    | 10.28 |
| 7.  | Aleksandr Porkhomovskiy | 10.28 |
| —   | Tim Montgomery          | DSQ   |

### Bieg 2
godz. 16:11
| Msc | Zawodnik              | czas  |
| --- | --------------------- | ----- |
| 1.  | Maurice Greene        | 9.88  |
| 2.  | Ato Boldon            | 10.06 |
| 3.  | Donovan Bailey        | 10.11 |
| 4.  | Cláudio Roberto Souza | 10.26 |
| 5.  | Serge Bengono         | 10.27 |
| 6.  | Oumar Loum            | 10.42 |
| 7.  | Mathew Quinn          | 10.46 |
| —   | Llewelyn Bredwood     | DNS   |

### Bieg 3
godz. 16:17
| Msc | Zawodnik              | czas  |
| --- | --------------------- | ----- |
| 1.  | Mark Lewis-Francis    | 9.97  |
| 2.  | Obadele Thompson      | 10.03 |
| 3.  | Bruny Surin           | 10.11 |
| 4.  | Tommi Hartonen        | 10.21 |
| 5.  | Salem Mubarak Al-Yami | 10.21 |
| 6.  | Fabrice Calligny      | 10.22 |
| 7.  | Eric Pacome N’Dri     | 10.29 |
| 8.  | Tim Goebel            | 10.31 |

### Bieg 4
godz. 16:23
| Msc | Zawodnik                 | czas  |
| --- | ------------------------ | ----- |
| 1.  | Dwain Chambers           | 9.97  |
| 2.  | Nobuharu Asahara         | 10.06 |
| 3.  | Abdul Aziz Zakari        | 10.11 |
| 4.  | Aham Okeke               | 10.15 |
| 5.  | Jamal Abdullah Al-Saffar | 10.17 |
| 6.  | Piotr Balcerzak          | 10.33 |
| 7.  | David Patros             | 10.34 |
| —   | Antoine Boussombo        | DNS   |

### Bieg 5
godz. 16:29
| Msc | Zawodnik            | czas  |
| --- | ------------------- | ----- |
| 1.  | Bernard Williams    | 9.95  |
| 2.  | Christian Malcolm   | 10.09 |
| 3.  | Matthew Shirvington | 10.14 |
| 4.  | Kenneth Andam       | 10.26 |
| 5.  | Gennadiy Chernovol  | 10.28 |
| 6.  | Chinedu Oriala      | 10.30 |
| 7.  | Jaycey Harper       | 10.45 |
| 8.  | Ibrahim Meité       | 10.48 |

## Półfinały
- Rozegrano 5 sierpnia 2001

Awans do finału uzyskało po czterech najlepszych zawodników z każdego biegu

### Bieg 1
godz. 15:30; wiatr -1,2 m/s
| msc | Zawodnik           | czas  |
| --- | ------------------ | ----- |
| 1.  | Maurice Greene     | 10.01 |
| 2.  | Ato Boldon         | 10.12 |
| 3.  | Kim Collins        | 10.12 |
| 4.  | Abdul Aziz Zakari  | 10.17 |
| 5.  | Mark Lewis-Francis | 10.26 |
| 6.  | Donovan Bailey     | 10.33 |
| 7.  | Nobuharu Asahara   | 10.33 |
| 8.  | Troy Douglas       | 10.47 |

### Bieg 2
godz. 15:37; wiatr -1,7 m/s
| msc | Zawodnik            | czas  |
| --- | ------------------- | ----- |
| 1.  | Bernard Williams    | 10.06 |
| 2.  | Dwain Chambers      | 10.10 |
| 3.  | Christian Malcolm   | 10.24 |
| 4.  | Uchenna Emedolu     | 10.29 |
| 5.  | Obadele Thompson    | 10.31 |
| 6.  | Matthew Shirvington | 10.32 |
| 7.  | Bruny Surin         | 11.39 |
| —   | Tim Montgomery      | DSQ   |

## Finał
Rozegrano 5 sierpnia 2001

godz. 17:35; wiatr -0,2 m/s
| msc | Zawodnik             | czas  |
| --- | -------------------- | ----- |
|     | Maurice Greene (USA) | 9.82  |
|     | Bernard Williams     | 9.94  |
|     | Ato Boldon           | 9.98  |
| 4.  | Dwain Chambers       | 9.99  |
| 5.  | Kim Collins          | 10.07 |
| 6.  | Christian Malcolm    | 10.11 |
| 7.  | Abdul Aziz Zakari    | 10.24 |
| —   | Tim Montgomery       | DSQ   |